# Allersberg
Allersberg is een gemeente in de Duitse deelstaat Beieren, en maakt deel uit van het Landkreis Roth.
Allersberg telt 8.370 inwoners.

## Bekende inwoners
- Dora Richter (1891-1966)

Abenberg · Allersberg · Büchenbach · Georgensgmünd · Greding · Heideck · Hilpoltstein · Kammerstein · Rednitzhembach · Rohr · Roth · Röttenbach · Spalt · Schwanstetten · Thalmässing · Wendelstein